# Lucia Quinciani
Lucia Quinciani (* um 1566) war eine italienische Komponistin.

## Leben und Werk
Lucia Quinciani war eine Schülerin von Marcantonio Negri und vermutlich in Verona oder Venedig tätig. Bei Udite lagrimosi spirti d’Averno, udite handelt es sich nicht nur um das einzige von Quinciani erhaltene Werk, sondern gleichzeitig um die erste von einer Frau veröffentlichte Monodie. Der Text stammt aus Il pastor fido von Giovanni Battista Guarini, publiziert wurde das Werk im zweiten Band der von Negri herausgegebenen Affetti amorosi (1611).